# هيروكي ميزوموتو
هيروكي ميزوموتو (水本 裕貴) (ولد 12 سبتمبر 1985) هو لاعب كرة قدم ياباني، شارك في دورة الألعاب الاولمبية الصيفية عام 2008 في بكين، الصين.

## روابط خارجية
1. ↑  "معلومات عن هيروكي ميزوموتو على موقع footballdatabase.eu". footballdatabase.eu. مؤرشف من الأصل في 2019-12-16.
2. ↑  "معلومات عن هيروكي ميزوموتو على موقع static.fifa.com". static.fifa.com. مؤرشف من الأصل في 2019-12-15.
3. ↑  "معلومات عن هيروكي ميزوموتو على موقع national-football-teams.com". national-football-teams.com. مؤرشف من الأصل في 2020-03-15.

- FIFA Statistics
- هيروكي ميزوموتو على موقع الاتحاد الدولي (مؤرشف)  (الإنجليزية)
- هيروكي ميزوموتو على موقع رابطة كرة القدم اليابانية للمحترفين (اليابانية)
- هيروكي ميزوموتو على موقع قاعدة بيانات كرة القدم.إي يو (الإنجليزية)
- هيروكي ميزوموتو على موقع ناشيونال فوتبول تيمز (الإنجليزية)
- هيروكي ميزوموتو على موقع Soccerway.com (الإنجليزية)
- هيروكي ميزوموتو على موقع عالم كرة القدم.نت (الإنجليزية)
- هيروكي ميزوموتو على موقع أوليمبيديا (الإنجليزية)
- هيروكي ميزوموتو على موقع AS.com (الإسبانية)